# Varazdat
Varazdat (Վարազդատ) byl arménský král z arsakovské dynastie, který vládl v letech 374—378.
Po svržení a zabití arménského krále Papa v roce 374 se rozhodl římský císař Valens dosadit na prázdný trůn arménského aristokrata žijícího v Konstantinopoli Varazdata, údajného příslušníka rodu Arsakovců, který měl hájit římské zájmy ve strategicky položeném nárazníkovém státě na hranici se Sásánovskou říší. Varazdat se však dostal do sporu s vlivnými sparapety (veliteli vojska) z rodu Mamikonianů: prvního z nich, Musela, nechal popravit, ale druhý, Manuel, ho svrhl a vyhnal ze země. Varazdat patrně dožil ve vyhnanství v Británii, přesné datum není známo.
Movses Chorenaci se ve své kronice zmiňuje, že Varazdat vyhrál na hrách 291. olympiády soutěž v pěstním zápase (pygmé, předchůdce moderního boxu). 
Je tak posledním známým olympijským vítězem z doby úpadku starověkých her. V roce 1998 byla v Olympii odhalena Varazdatova socha, kterou vytvořil Levon Tokmajan.